# Loki, le détective mythique
 (janvier 2021).
Si vous disposez d'ouvrages ou d'articles de référence ou si vous connaissez des sites web de qualité traitant du thème abordé ici, merci de compléter l'article en donnant les références utiles à sa vérifiabilité et en les liant à la section « Notes et références ».
Autre
Loki, le détective mythique (魔探偵ロキ RAGNAROK, Matantei Roki RAGNAROK, littéralement : « Détective démon Loki : RAGNAROK ») est une série manga shōnen créée par Sakura Kinoshita, pré-publiée d'août 1999 à octobre 2004. Une série télévisée en 26 épisodes basée sur le manga a été diffusée  du 3 avril 2003 jusqu'au 27 septembre 2003 au Japon sur la chaîne TV Tokyo.
À l'origine, la série paraissait dans le magazine Monthly Shōnen Gangan (appartenant à Square Enix) sous le nom Le Détective mythique Loki (魔探偵ロキ, « Matantei Loki » en japonais), mais Ragnarok fut ajouté au titre quand la série a été achetée par la compagnie MAG Garden et transférée au magazine Comic Blade.
En France, la série télévisée a été éditée en DVD par Black Box dans une collection de deux disques de la première saison.

## Trame
Loki, le dieu nordique de la malice, a été envoyé en exil dans le monde des mortels par le dieu Odin pour des raisons inconnues. En plus d'être exilé, Loki est forcé a prendre la forme d'un enfant humain. Pour pouvoir retourner au royaume des dieux, il doit attraper des auras maléfiques qui envahissent les cœurs humains. Pour ce faire, il ouvre une agence de détectives spécialisée dans le paranormal.
Dans son agence, Loki est assisté par son fidèle compagnon Yamino. Ils sont bientôt rejoint par une jeune fille humaine, Mayura, qui est toujours motivée pour essayer de découvrir des « mystères » et l'assiste souvent involontairement en attrapant les auras. Au cours de la série, d'autres dieux nordiques et personnages apparaissent, certains se lient d'amitié avec Loki et tandis que d'autres autres veulent l'assassiner.

### Personnages
Loki arrive dans le monde des humains sous la forme d'un enfant. Quand c'est nécessaire, il peut reprendre sa forme originale, celle d'un jeune adulte. Son arme est un bâton qui se termine en forme de croissant de lune. Il s'est installé sur Terre  avec son assistant Yamino, qui est en réalité son fils Jörmungand, qui sous sa vraie forme est le serpent mythique de Midgard. En tant que Yamino, il aime cuisiner, nettoyer et faire les tâches ménagères. L'autre fils de Loki, Fenrir, est aussi avec eux, sous la forme d'un petit chien noir. Il est très vaniteux, sauf quand Loki est auprès de lui ; il devient alors flatteur et aimant. Mayura, une jeune fille humaine de 17 ans, est obsédée par le paranormal et veut vraiment devenir détective un jour. Elle ignore la vraie personnalité de Loki. Elle ne pourrait d'ailleurs y croire : elle ne croit pas aux dieux car quand elle était petite, elle a prié pour que sa mère ne meure pas, sans succès. Son père, Misao, est un prêtre (un « kannushi »). Il n'aime pas les idées que Mayura aime les choses « mystérieuses » et qu'elle agisse en tant que détective depuis la mort de sa femme, ce qui le rend assez surprotecteur envers sa fille ; c'est pourquoi il a aussi très peur de la perdre.
La fille de Loki, Hel, vient aussi sur Terre, mais avec l'objectif de se venger de son père à qui elle reproche de l'avoir oubliée, estimant qu'elle ne lui a pas manqué. Thor, le dieu du tonnerre, est envoyé sur Terre par Odin avec la mission de tuer Loki. Mais, considérant qu'il n'a en fait aucune raison de l'assassiner, il lui laisse la vie sauve. Ne sachant pas comment retourner sur Asgard, il reste sur Terre sous la forme d'humain adolescent appelé Narugami.
Dans l'anime, d'autres personnages de la mythologie nordique apparaissent, tous avec le même objectif : assassiner Loki. Heimdall, dieu de la surveillance, est envoyé pour le tuer parce qu'il croit que Loki lui a arraché l'œil droit ; c'était en réalité une ruse d'Odin pour amener Heimdall à détester Loki et à accepter plus facilement la mission de l'éliminer. Frey est également envoyé pour tuer Loki, ainsi que pour retrouver sa sœur Freyja. Il réussit à attirer l'attention de Loki en devenant célèbre sous le nom de « Frey le voleur » et en volant des artefacts  dont les initiales forment le mot L-O-K-I, le défiant ainsi de le rencontrer. Les sœurs Nornes (les déesses du destin, Verdandi, Urd et Skuld) reçoivent elles aussi l'ordre d'Odin d'éliminer Loki par quelque moyen que ce soit. Très intelligentes et rusées, elles mettent au point des plans diaboliques divers et variés qui mencacent non seulement Loki, mais également ses deux enfants, ainsi que Mayura.

## Manga

### Publication
La série de mangas de Sakura Kinoshita a été publiée dans le magazine Monthly Shōnen Gangan d'août 1999 à octobre 2004. Elle a été collectée en 7 volumes tankōbon par Gangan Comics, qui ont ensuite été republiés par Blade Comics. La série n'a pas été officiellement autorisée à être distribuée aux États-Unis. Matantei Loki RAGNAROK a connu 5 volumes supplémentaires, qui ont été publiés au Japon par Blade Comics, et repris pour traduction et publiés en anglais par ADV Manga. Chuang Yi a publié une version anglaise à Singapour.
Sept ans plus tard, une suite sous la forme du nouveau manga Matantei Loki Ragnarok: Shin Sekai no Kamigami (Loki, le détective mythique : Les dieux du nouveau monde) est parue le 25 août 2011.

## Anime
Loki le détective mythique a été adapté pour la télévision en 2003 chez Studio Deen, sous la direction d'Hiroshi Watanabe sous la forme d'une série anime de 26 épisodes. L'anime a été diffusée sur la chaîne TV Tokyo, tous les samedis de 21h30 à 22h.

### Diffusion
La série a été diffusée et doublée en anglais, portugais et espagnol. En Amérique du Nord, Section23 Films a obtenu la licence pour la sortie d'une version en anglais. En Amérique latine et au Mexique, l'anime a été diffusée sur la chaîne d'anime de Sony Corporation, Animax ; elle y est sortie en août 2006. Pour cette diffusion, elle a été doublée en espagnol au Vénézuela pour les pays hispanophones et en portugais au Brésil. La série a pris le titre de Mythical Sleuth Loki dans ces régions. Elle a été diffusée en Espagne, sur la chaîne Buzz et Kitz, et distribuée par Jonu Media. Elle a aussi une version catalane, diffusée sur K3.

### Distribution

#### Dieux et créatures nordiques
- Yuriko Fuchizaki (enfant) et Takahiro Sakurai (adulte) : Loki, le dieu de la malice, propriétaire de l'agence Enjakku.
- Shinichiro Miki : Yamino Ryûsuke, assistant et fils de Loki ; il est aussi le serpent Jörmungand.
- Hirofumi Nojima : Fenrir, chien noir et fils de Loki ; dans la mythologie, sa forme est celle d'un loup gigantesque.
- Omi Minami : Hel, déesse des morts, fille de Loki et sœur de Fenrir et Jörmungand.
- Shotaro Morikubo : Thor, dit « Narugami », dieu du tonnerre et ami de Mayura à l'école.
- Rika Komatsu (enfant) et Junko Asami (adulte) : Freyja, dite « Reiya Ohshima », déesse de l'amour, de la beauté et de la fertilité.
- Romi Park : Heimdall, dit « Kazumi Higashiyama », gardien du pont Bifröst et ennemi de Loki.
- Takehito Koyasu : Freyr, dieu de la prospérité et la fertilité, frère de la déesse Freyja.
- Mamiko Noto : Verdandi, la Norne qui représente le présent.
- Mariko Suzuki : Urd, la Norne qui représente le passé.
- Mai Nakahara : Skuld, la Norne qui représente le futur.

#### Humains
- Yui Horie : Mayura Daidôji, fille de Misao, amie de Loki et Yamino, grande amatrice de mystère.
- Keiichi Sonobe : Misao Daidôji, prêtre, père de Mayura.
- Kōichi Tōchika : Kôtarô Kakinouchi, ami de Mayura.
- Tomoe Hanba : Ayako Wada, amie de Mayura.
- Ruri Asano : Ayana.
- Kyoko Tsuruno : Tsubasa Majima, une employée de zoo.
- Sanae Kobayashi : Yayoi Hirasaka, un mannequin animé par Narugami.
- Kazuaki Itō : Mino, majordome de Reiya (Freyja).

#### Entités maléfiques
- Anzu Nagai : La poupée possédée, pleine de haine et de ressentiment.
- Hiroaki Ishikawa : Le comte Dracula, un déguisement du dragon Nidhogg, avide d'âmes humaines.